# Fisioteràpia del sòl pelvià
La fisioteràpia del sòl pelvià és una àrea especialitzada dins de la fisioteràpia centrada en la rehabilitació dels músculs del sòl pelvià després de lesions o disfuncions. Es pot utilitzar per abordar problemes com debilitat muscular o tensió després del part, disparèunia, vaginisme, vulvodínia, restrenyiment, incontinència fecal o urinària, prolapse d'òrgans pelvians i disfunció sexual. Els fisioterapeutes autoritzats amb entrenament especialitzat en fisioteràpia del sòl pelvià aborden la disfunció en individus de tots els espectres de gènere i sexe, tot i que sovint s'associa amb la salut de les dones pel seu gran enfocament a resoldre problemes de traumatisme pelvià després del part.
Els fisioterapeutes del sòl pèlvic realitzen un examen inicial per determinar la probable disfunció muscular o nerviosa subjacent que causa els símptomes d'un pacient. Els terapeutes examinaran manualment els músculs del sòl pèlvic tant externament com internament, palpant per localitzar els punts desencadenants del dolor i guiaran els pacients per estrènyer o afluixar manualment els músculs per avaluar el to i la funció. Durant aquest examen inicial, el fisioterapeutes del sòl pelvià ha d'aïllar la causa de la disfunció en una de les dues categories més àmplies: trastorns de to baix o agut. Els trastorns del to baix, com la incontinència urinària d'esforç, la bufeta hiperactiva, el prolapse d'òrgans pèlvics i la incontinència anal, són causats per la debilitat dels músculs del sòl pèlvic. Els trastorns de to elevat, com ara el dolor miofascial del sòl pèlvic, la disparèunia, el vaginisme i la vulvodínia, són causats per músculs massa forts o actius del sòl pèlvic. Si bé els trastorns de tons baixos es poden abordar mitjançant exercicis com ara Kegels destinats a enfortir el sòl pèlvic, els trastorns de tons alts es poden empitjorar amb aquests exercicis i s'han d'abordar a través d'altres mitjans com la biofeedback o l'entrenament de dilatació.
Trastorns del sòl pelvià que pot tractar:
- Dolor pelvià crònic
- Disfunció sexual
- Problemes urinaris i fecals
- Sòl pelvià en el pre i postpart.